# Maček Titi
Maček Titi je avtorska slikanica Svetlane Makarovič (1980). Delo je napisano v obliki pesmi in opremljeno z ilustracijami avtorice.

## Vsebina
Maček Titi je s taco prevrnil lonec medu, zato mu je spodrsnilo in razbil je akvarij. V sobi je nastala poplava, maček pa jo je kar se da hitro ucvrl.
V sobo je prišla gospa in opazila nered. Zaskrbelo jo je, kaj bo rekel mož, zato je takoj odhitela v trgovino po nov akvarij. Tam je po nesreči razbila kristalno posodo in škodo morala plačati. Takrat pa se je spomnila, da ima njena tašča naslednji dan god - in dobila je idejo: tašči bo poslala lepo zavito razbito stekleno posodo in ji rekla, da se je razbila med potjo. Tašča je bila besna, ko je dobila darilo, vnela sta se prepir in pretep, vmešal se je mož ... Na koncu je zaradi uhajanja plina in prižgane vžigalice prišlo še do eksplozije in mož in žena sta se morala preseliti k tašči.
Za vse to pa je bil kriv maček Titi ...

## Liki
Glavna književna oseba je maček Titi. Rad ima ptice, a mu vsaka uide. Nenehno misli le na to, kako bo kakšno ušpičil. Vedno povzroča težave, a na koncu ni nikoli ničesar kriv.
Stranske književne osebe so: gospa, njen mož, tašča ter prodajalka v trgovini.

## Analiza pesmi
Maček Titi je sodobna pravljica v pesniški obliki. Osebe v pravljici nimajo imen - razen glavnega junaka (kadar otrok kaj ušpiči, mu požugamo in ga pokaramo s »ti, ti …« in od tod tudi ime nagajivega mačka). Čas in kraj dogajanja nista natančno določena (kraj dogajanja je vrt, soba, trgovina, taščin dom …).
V sodobni pravljici je glavni lik navadno otrok, ki ga tu nadomešča maček Titi. Predstavlja otroško radovednost, igrivost, nepredvidljivost, nagajivost ... Pesem na humoren način predstavlja dejanja, ki niso vedno v skladu z moralnimi normami. Ne vzgaja in ne daje naukov, pušča nam, da se sami opredelimo, ali je mačkovo/otrokovo/naše ravnanje pravilno ali ne. Ob koncu pesmi avtorica našteva, kaj vse se ne bi zgodilo, kaj vse bi bilo osebam v pesmi prihranjeno, če Titi ne bi razmišljal le o tem, kaj vse bi še ušpičil.
Na koncu klasične pravljice je dobro nagrajeno, zlo pa kaznovano, pravljica Maček Titi pa odstopa od te norme: konec ni srečen, saj sta gospod in gospa (ki tu ne predstavljata negativnih, hudobnih likov) »kaznovana« z izgubo premoženja, maček Titi pa je zadovoljen sam s seboj in že razmišlja o novih podvigih. Gospa mačkovega ravnanja ne obsoja, zdi se, da se niti ne zaveda njegove krivde.
Kitice v pesmi imajo različno število verzov, verzi pa so različno dolgi (svobodna pesniška oblika), večina verzov se glasovno ujema (rima). Veliko je poosebitev (npr. ribe norijo), okrasnih pridevkov, prenesenih pomenov ...